# Onthophagus merdarius
Onthophagus merdarius es una especie de coleóptero de la familia Scarabaeidae.

## Distribución geográfica
Habita en la península ibérica.